# Yuika Sugasawa
Yuika Sugasawa (菅澤 優衣香, Sugasawa Yuika, Chiba, 5 oktober 1990) is een Japans voetbalster die als aanvaller speelt bij Urawa Reds.

## Carrière

### Clubcarrière
Sugasawa begon haar carrière in 2008 bij Albirex Niigata. In vijf jaar speelde zij er 60 competitiewedstrijden. Ze tekende in 2013 bij JEF United Chiba. Zij sleepte in 2014 en 2015 de topscorerstitel in de wacht. Ze tekende in 2017 bij Urawa Reds.

### Interlandcarrière
Sugasawa nam met het Japans nationale elftal O20 deel aan het WK onder 20 in 2010.
Sugasawa maakte op 13 januari 2010 haar debuut in het Japans vrouwenvoetbalelftal tijdens een wedstrijd tegen Denemarken. Zij nam met het Japans elftal deel aan de wereldkampioenschappen vrouwenvoetbal in 2015. Daar stond zij in vier wedstrijden van Japan opgesteld en Japan behaalde zilver op de wereldkampioenschappen. Ze heeft 62 interlands voor het Japanse elftal gespeeld en scoorde daarin 17 keer.

## Statistieken
| Japans vrouwenvoetbalelftal | Japans vrouwenvoetbalelftal | Japans vrouwenvoetbalelftal |
| Jaar                        | Wed.                        | Dlp.                        |
| --------------------------- | --------------------------- | --------------------------- |
| 2010                        | 6                           | 0                           |
| 2011                        | 0                           | 0                           |
| 2012                        | 4                           | 2                           |
| 2013                        | 2                           | 0                           |
| 2014                        | 12                          | 6                           |
| 2015                        | 14                          | 2                           |
| 2016                        | 1                           | 0                           |
| 2017                        | 4                           | 1                           |
| 2018                        | 17                          | 6                           |
| 2019                        | 9                           | 3                           |
| Totaal                      | 69                          | 20                          |